# Hermann Rauhe
Hermann Rauhe, né le 6 mars 1930  à Wanna/Niederelbe (de) (Basse-Saxe), est un musicologue allemand.